# Shinobu Kaitani
Shinobu Kaitani (jap. 甲斐谷 忍 Kaitani Shinobu; ur. 24 września 1967 w Kagoshimie) – japoński mangaka, znany przede wszystkim z serii One Outs i Liar Game. W 1991 roku był laureatem nagrody Tezuki, a jako profesjonalny mangaka zadebiutował w 1993 roku.

## Twórczość
- Midoriyama Police Gang (1994)[1]
- Sommelier (1996–1999)[1]
- One Outs (1998–2006)[1]
- Liar Game (2005–2015)[1]
- Reinōryokusha Odagiri Kyōko no uso (2007–2011)[3]
- Liar Game: Roots of A (2008)
- Winners Circle e yōkoso (2011–2016)[4]
- Muteki no hito (2015–2016)[5]
- Shin shinchō kōki (2019–2021)[6]
- Kamo no negi ni wa doku ga aru -kamo kyōju no „ningen” keizagaku kōgi- (2022–obecnie, scenariusz: Takeshi Natsuhara)[7]